# Omar ibn Hafsun

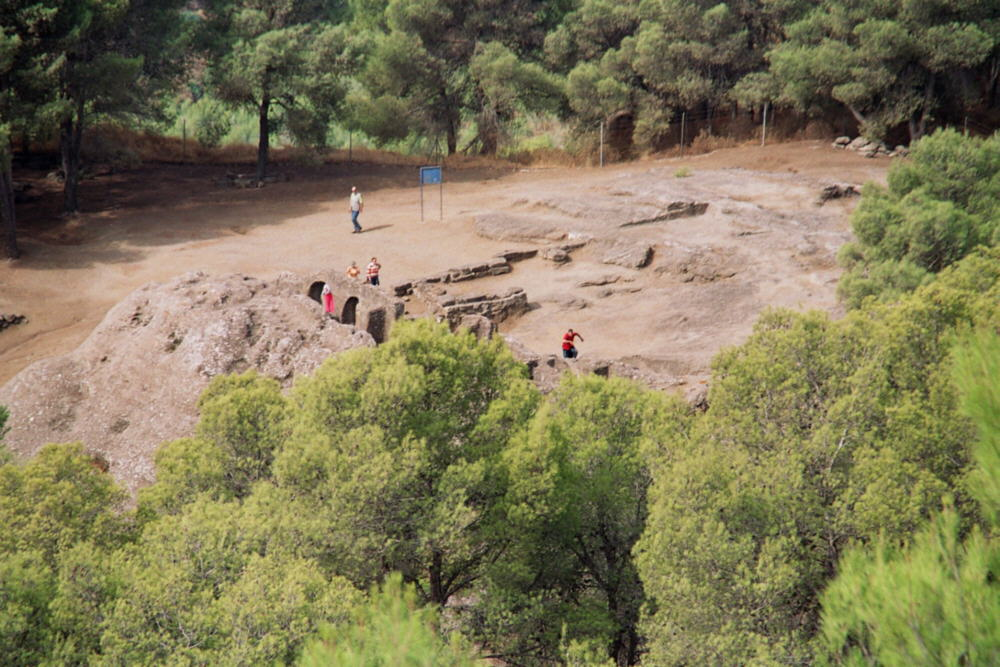
Ruïnes van Bobastro

Gebieden gecontroleerd door Omar ibn Hafsun

Omar ibn Hafsun (* rond 850; † 917 ) was de leider van een opstand tegen de Omajjaden in Al-Andalus (880–918).

## Geschiedenis
Omar ibn Hafsun was de zoon van rijke moslimbezitters in het Ronda-gebied die als muladi afkomstig waren van de oude Visigotische adel. Na privé-geschillen en doodslag rond 879 verzamelde hij een groep bandieten om zich heen en maakte hij het gebied van Málaga onveilig. Hoewel hij aanvankelijk gevangen werd genomen, wist hij te ontsnappen naar Noord-Afrika.
Hij keerde spoedig terug van daar en werd de leider van de opstandelingen in de zuidelijke provincies in het emiraat Córdoba. De hoofdbasis was het Bobastro-fort in de buurt van Málaga, dat ook verschillende belegeringen van de Omajjaden weerstond. Op het hoogtepunt van zijn macht regeerde hij over de provincies Málaga en Granada en had hij nauwe banden met de opstandelingen in Jaén. In de strijd tegen de Omajjaden vertrouwde hij voornamelijk op Berbers en Mozaraben.
Hij legde ook contacten met de Aghlabiden en later de Fatimiden in Noord-Afrika, maar het aantal van zijn volgelingen daalde toen hij zich bekeerde tot het christendom. Omajjaden emir Abdallah slaagde er ook in om Omar ibn Hafsun grotendeels te isoleren door een alliantie met de Banu Khaldun. Hij kon echter niet definitief door de Omajjaden worden verslagen.
Na zijn overlijden in 917 zetten zijn zoons de strijd voort tegen Abd ar-Rahman III. Met de inname van Bobastro in 928 was de opstand definitief neergeslagen.